# Beleg van Toulon
Het Beleg van Toulon vond plaats tussen 18 september en 18 december 1793, tijdens de Eerste Coalitieoorlog tegen revolutionair Frankrijk.
De Zuid-Franse havenstad Toulon werd bezet door Britse, Spaanse en Frans-royalistische troepen, maar door toedoen van Napoleon Bonaparte moesten de geallieerden zich na enkele maanden terugtrekken. Napoleon vestigde zijn naam als militair leider en steeg in rang van kapitein naar brigadegeneraal.

## Achtergrond
Na de arrestatie van girondijnse afgevaardigden op 31 mei 1793 volgde een serie opstanden in Lyon, Avignon, Nîmes en Marseille. In Toulon verdreven de girondijnse rebellen de jakobijnse factie, maar werden spoedig aan de kant gezet door de royalisten, die in de meerderheid waren. Op 1 oktober hees de royalistische leider Baron d’Imbert de Franse koninklijke vlag in Toulon en riep de jonge Lodewijk XVII uit tot koning van Frankrijk. De royalisten vroegen steun aan de geallieerden, die een leger van 13.000 Britse, Spaanse, Napolitaanse en Piedmontese troepen zonden.

## Verloop

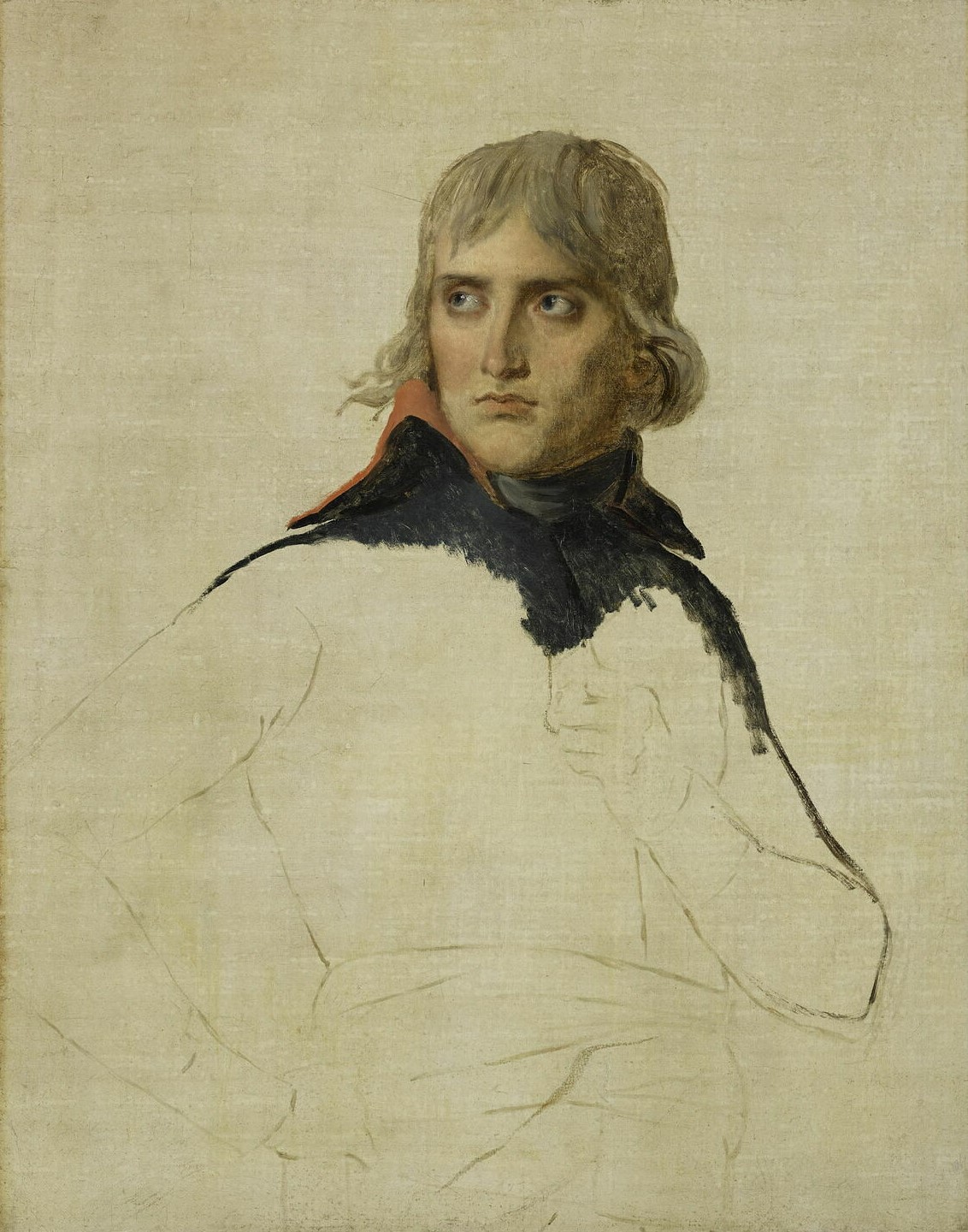
Bonaparte in 1797

Franse revolutionaire troepen onder bevel van generaal Carteaux namen al snel de steden Avignon en Marseille weer in en trokken daarna op naar Toulon, waar ze zich voegden bij de 6.000 manschappen van het Armée d'Italie (onder bevel van Generaal Lapoype) en 3.000 marinesoldaten.
De jonge artilleriekapitein Napoleon Bonaparte bedacht het plan om de forten van l'Eguillette en Balaguier in te nemen, en zo de kleine haven en grote haven van Toulon van elkaar af te snijden. Dit zou de aanvoer van goederen naar de geallieerde troepen in Toulon onmogelijk maken. Carteaux, weifelend, stuurde slechts een klein detachement, dat op 22 september zonder succes probeerde de forten in te nemen. De geallieerden bouwden hierop een nieuw fort, Fort Mulgrave, ondersteund door drie kleinere forten, Saint-Phillipe, Saint-Côme en Saint-Charles. Deze schijnbaar ondoordringbare reeks forten werd door de Britten "Klein Gibraltar" genoemd.

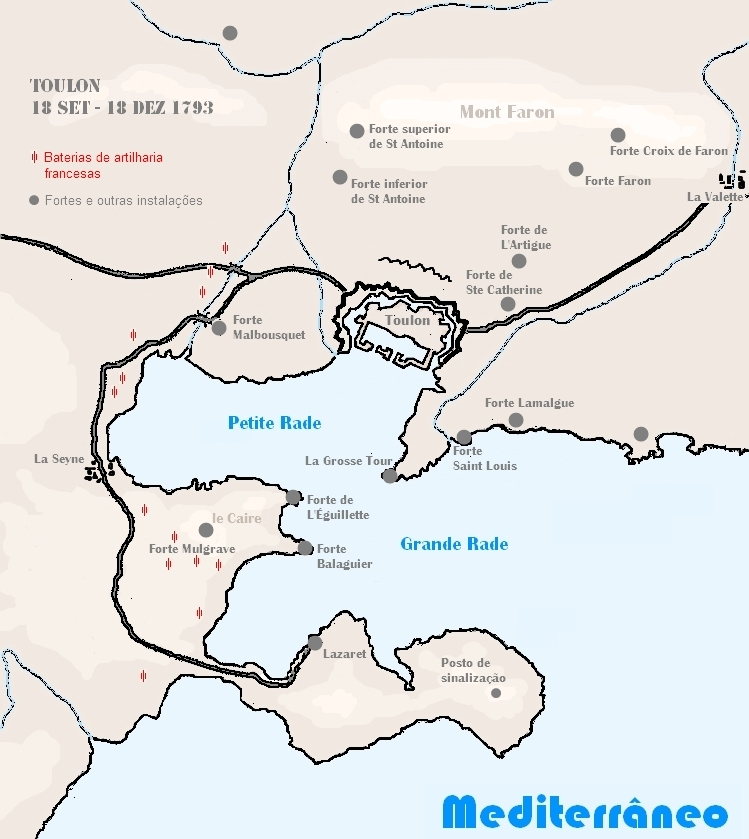
Kaart van de belegering van Toulon

Bonaparte had maar een enkele batterij kanonnen tot zijn beschikking, maar bracht alle kanonnen uit het omringende gebied naar Toulon zodat hij de beschikking had over een grote artilleriemacht, gelijk aan vijftig batterijen van elk zes kanonnen. Deze werden in november en december opgesteld op de heuvels rond de stad.
Van alle kanten gebombardeerd, deden de geallieerde troepen in Toulon een uitval en veroverden een aantal van de kanonnen. Een tegenaanval door Bonaparte en de nieuwe Franse commandant Dugommier volgde en de geallieerden werden teruggeslagen.
De Britse generaal O'Hara werd bij deze Franse tegenaanval gevangengenomen, en begon te onderhandelen met de afgevaardigden van de Nationale Conventie, Augustin Robespierre en Antoine Louis Albitte, over een eervolle geallieerde overgave.
Dugommier, Lapoype en Bonaparte (inmiddels bevorderd tot kolonel) kwamen na de gevangenname van O’Hara overeen om een grote aanval te ondernemen tijdens de nacht van 16 december. Rond middernacht begon de aanval op "Klein Gibraltar" en het gevecht ging de gehele nacht door. Bonaparte werd verwond aan zijn heup door een Britse sergeant gewapend met een bajonet.
In de ochtend was "Klein Gibraltar" in Franse handen, en diezelfde dag nam Lapoype de forten van Faron en Malbousquet in. De geallieerden besloten hierop om via de zee hun troepen uit Toulon te evacueren.

## Gevolgen
De Franse revolutionaire troepen gingen op 19 december de stad binnen. Naar schatting werden 800 tot 2.000 gevangenen doodgeschoten of vermoord met bajonetten.
Napoleon Bonaparte, inmiddels onder behandeling vanwege zijn verwondingen, was niet aanwezig tijdens deze massamoord. Hij werd op 22 december tot brigadegeneraal bevorderd, op 24-jarige leeftijd. Diezelfde dag vertrok hij naar zijn nieuwe post in Nice als bevelhebber van de artillerie van het Armée d'Italie.
Nederlanden: Marquain · Rijsel (1792) · Jemappes · Namen (1792) · Maastricht (1793) · Breda · Aldenhoven (1793) · Neerwinden · Raimes · Famars · Aarlen · Valencijn · Duinkerke · Hondschote · Menen ·  Wattignies · Moeskroen · Tourcoing · Doornik · Erquelinnes · Gosselies · Ieper · Hooglede · Fleurus · Boxtel · Sprimont · Maastricht (1794) · 's-Hertogenbosch · Aldenhoven (1794) · Puiflijk · Nijmegen · Luxemburg · Den Helder · Camperduin

Rijnfront: Verdun · Thionville · Valmy · Mainz (1792) · Mainz (1793) · Vogezen/Tripstadt · Mainz (1795) · Amberg · Würzburg

Italiaans front: Genua · Hyères · Rovereto · Bassano · Montenotte · Dego · Lodi · Arcole · Rivoli

Overige fronten (Vendée, Spanje): Fontenay-le-Comte · Toulon · Cholet · Luçon · Truillas · Boulou · San Lorenzo · Santa Cruz · Kaap Sint-Vincent
West-Indië: Guadeloupe · Martinique